# 澜沧王国
瀾滄王國（1353—1707年，寮語： lâansâang，Sisattanakhanahut）是老挝历史上的第一个统一王朝。中國古籍中稱“老撾”、“南掌”，越南文獻稱為“哀牢”。大約在13世紀末，芒撾頭目披耶朗（Phraya Lang）擺脫了素可泰王國的統治，建立起瀾滄王國。「瀾滄」在老撾語中意為「百萬大象」。瀾滄王國最初定都于今天的琅勃拉邦。1560年，國王賽塔提拉遷都永珍。瀾滄王國於17世紀末爆發嚴重內亂，1696年分裂為永珍王國和樂凡王國。1707年，北部城鎮琅勃拉邦又從永珍王國中分離而出，成為南掌王國。1713年，老撾貴族又在下老撾地區的占巴塞建立起了占巴塞王國，象徵著瀾滄時期的正式結束。

## 历史

### 建国
澜沧的开国君主名叫法昂，1316年出生于勐蘇瓦（Muang Swa，今老挝琅勃拉邦），其父昆皮法（Khun Phi Fa）本是勐蘇瓦国王披耶坎蓬（Phraya Khamphong）之子。昆皮法因得罪其父，携子流亡柬埔寨国。法昂在柬埔寨长大，并娶了柬埔寨王之女。1352年，法昂率领柬埔寨王给他的一万名士兵返回故国，并成功击败其祖父，入主勐蘇瓦。1353年，法昂於勐蘇瓦称王，国号澜沧洪考，并统一了老挝地区。
1358年，上座部佛教由柬埔寨传入澜沧。

### 内乱
1372年，法昂被驱逐，客死难府。澜沧贵族拥立法昂之子溫環（Oun Huan）即位，溫環号称桑森泰。1417年，桑森泰去世，蘭亨登即位。1428年，蘭亨登去世，王后南胶皮帕（称馬哈代維）控制朝政达二十二年。其间，南胶皮帕随意废立国王，国中一片混乱。1438年，立乍加帕·片漂为王，1440年，南胶皮帕去世，乍加帕亲政，结束了动荡的政局。

### 後黎朝入侵
1479年农历十月，安南後黎朝黎圣宗发动入侵澜沧的战争。安南军队一举攻陷琅勃拉邦，澜沧王乍加帕逃到了楠府。越南史籍记载“入老挝城获宝物，其国王遁走，虏其民，略地至长沙河（或作金沙河）界，夾偭国（或作缅甸国）南边”安南军队一路向西，意图进攻兰纳，但是以失败告终。乍加帕之子苏瓦那·班朗自立为王，并夺回了琅勃拉邦，驱逐了安南人。
洪德十年八月二十三日命将臣将兵十八万分五道伐哀盆及老挝。

### 中兴
1485年，苏瓦那·班朗去世，弟拉森泰·布瓦納即位。1495年，拉森泰去世，子孫普即位。1500年，乍加帕的另一子維蘇納拉废孫普自立为王，澜沧进入黄金时期。1520年，維蘇納拉去世，子波迪薩拉即位。波迪薩拉娶了兰纳王之女为王后，生子賽塔提拉。

### 兼併兰纳
1546年，兰纳由于长期的动荡之后，派遣使者到达澜沧，迎立新王，波迪薩拉派賽塔提拉率军前往接收兰纳。赛塔提拉在清迈即位，成为兰纳王。1548年，波迪薩拉死于意外，南掌的王子，赛塔提拉的兄弟们争立，赛塔提拉不得不回国击败竞争对手们。1550年，赛塔提拉击败了所有的对手，成为新的澜沧王。而此时的兰纳已经立孟乃王子密谷提为新的兰纳王，澜沧遂失去了兰纳的统治权。

### 澜沧-东吁战争
1558年，缅甸东吁王朝的国王白象王勃印曩率领强大的军队攻克兰纳首都清迈，兰纳成为缅甸的附庸。赛塔提拉曾派出军队救援清迈，但是被缅军逐回，由于惧怕被缅甸袭击，赛塔提拉于1560年迁都囊汉（今老挝万象）。1565年，缅甸大军于击败阿瑜陀耶和清迈后攻入澜沧，1月，缅军攻克囊汉城，塞塔提拉逃进山中进行顽强的抵抗。缅甸军队找不到澜沧军的主力于是在8月1日撤离囊汉，带走了赛塔提拉之弟，十八岁的琅勃拉邦王乌巴哈（Maha Oupahat）。1568年，缅军包围了再次反叛的阿瑜陀耶，赛塔提拉率兵救援，结果在巴塞河口中伏，败回澜沧。1569年，缅军攻克了阿瑜陀耶和清迈，再次大举入侵澜沧。10月，缅军从孟山攻入澜沧，1570年2月，缅军占领囊汉，赛塔提拉退入丛林之中与缅军开展游击战，缅军不得不罢兵回国。
1572年3月，澜沧国王赛塔提拉率军攻打柬埔寨国跋摩王朝，但是大败战死。赛塔提拉的丞相森苏林塔以赛塔提拉儿子年幼为由，自立为国王，并击杀了不服从的贵族。缅甸国王白象王勃印囊听说后，多次派使者前往澜沧交涉不果，于是决定再次入侵澜沧。
1574年，缅甸白象王亲自率兵入侵澜沧，森苏林塔不听大臣劝谏，逃入深山。白象王到达囊汉后，派遣军队入山追击森苏林不果。1575年4月，白象王决定退兵，回到孟山。白象王让四名大臣辅佐赛塔提拉之弟乌巴哈镇守澜沧。5月，缅军归国，森苏林塔重兴夺回囊汉城。同年，森苏林率军进攻孟山，失败被擒。缅甸立乌巴哈为澜沧国王，澜沧成为缅甸藩属，森苏林塔则被囚禁在汉达瓦底。
1579年，由于乌巴哈的统治不得人心，各地诸侯不满。赛塔提拉之女比亚觉在南方起兵，自阿速坡一路北上，攻克囊汉城。缅甸派遣军队救援乌巴律，起义被镇压。
1588年，澜沧国王乌巴哈去世。由于缅甸没有任命新国王，澜沧的僧团于1589年，派遣使者到汉达瓦底，迎立赛塔提拉之子诺胶·古曼（Nokeo Koumanh）。1590年，诺胶·古曼在万象即位。1595年，缅甸内乱，诺胶·古曼趁机摆脱缅甸独立。

### 后期
1598年，诺胶·古曼去世，无子，澜沧贵族拥立赛塔提拉之侄兼女婿武拉旺薩·塔米加拉（Voravongsa Thammikarath）为摄政王，辅佐儿子烏班尤瓦拉（Upanyuvarat）。1622年，武拉旺薩被驱逐，烏班尤瓦拉亲政，1623年，烏班尤瓦拉去世，贵族又拥立森苏林塔之孙波迪薩拉二世即位。1627年，波迪薩拉二世去世，贵族拥立武拉旺薩之子蒙膠即位，旋卒，伏腊瓦萨之子敦坎即位。1633年，敦坎去世，贵族们拥立武拉旺薩另一子維齋为王。

### 衰亡
1637年，维斋去世，澜沧贵族拥立敦坎之子蘇里亞·旺薩为南掌国王，蘇里亞·旺薩统治的五十七年被称为老挝的黄金时期。1641年，荷兰东印度公司访问了南掌，这是欧洲人第一次正式出使南掌。
蘇里亞·旺薩有儿子，长子因通奸罪被处死，次子于1686年2月流亡阿瑜陀耶。1694年，蘇里亞·旺薩未立储君便离开了人世。国中大臣、诸王孙争位，澜沧王国分裂为万象、琅勃拉邦、占巴塞三国。

## 疆域
澜沧王国由大大小小各个“勐”组成。澜沧王国和多大数东南亚上座部佛教国家一样，可以将国土划分为三类：第一类是国王直接统治的“京畿”地区；第二类是国王派遣亲信王室统治的“直藩”地区，直藩地区的长官可以是流官也可以是土官，都由国王任命和罢免。如赛塔提拉王迁都囊汉（万象）之后，任命其弟乌巴哈为孟山王（琅勃拉邦）。赛塔提拉的祖父維蘇納拉在称王前被任命为囊汉侯（万象侯）；第三类是边疆地区世袭酋长的“外藩”地区，如华潘省地区（川壙，越南史籍称为“盆蠻”）则由当地头人世代承袭。

## 对外关系

### 与中国关系
明成祖即位时，澜沧王国遣使至南京朝贡，永乐二年（1404年），明朝政府授予澜沧国王三森泰官职，明史记载“成祖即位，老挝土官刀线歹贡方物，始置老挝军民宣慰使司。永乐二年以刀线歹为宣慰使，给之印。”此处刀线歹即三森泰。嘉靖年间始称南掌。澜沧与车里关系密切，澜沧人常到普洱一带贸易。澜沧王国于1694年分裂为琅勃拉邦王国、占巴塞王国、万象王国三个小王国。清雍正八年（1730年），位居今老挝北部而与中国接壤的琅勃拉邦王国来贡，清室仍以“南掌”称之。有清一代，南掌实指琅勃拉邦王国，而非原来的澜沧王国。

### 与越南关系
早期越南史籍常称呼澜沧为“哀牢”，黎圣宗时渐以“老挝”代之。“勐”在老挝语里意城邦，越南史籍写作“忙”，如盆忙、阳忙、远忙、挝忙、蚕忙等。
明成祖伐安南时，澜沧多次配合明军镇压安南的反叛。1427年，澜沧派遣使者到达安南。1432年，安南国王亲征南掌。1434年，澜沧、华潘派遣使者到达安南。次年，澜沧又派遣使者到达安南，由于当时南掌局势动荡，黎朝于当年农历三月设置了两处防御使监管澜沧。

## 澜沧国王世系表

### 澜沧王國早期（13世紀-1438年）
| 君主     | 即位   | 去位   | 外文名            | 備註                          |
| -------- | ------ | ------ | ----------------- | ----------------------------- |
| 披耶朗   | 1280？ | 1320？ | Phraya Lang       |                               |
| 披耶琴俸 | 1320？ | 1360？ | Phraya Kham Phong |                               |
| 法昂     | 1360？ | 1372   | Fa Ngum           |                               |
| 桑森泰   | 1372   | 1417   | Sam Sen Thai      | 刀线歹。；刀暹答              |
| 兰琴登   | 1417   | 1428   | Lan Kham Deng     | 刀线达                        |
| 博隆瑪塔 | 1428   | 1429   | Phorommathat      | 昆孤                          |
| 坎登     | 1429   | 1429   | Kham trun         |                               |
| 陶尤空   | 1429   | 1430   | Thao Yu Krong     | 谕群                          |
| 披耶清薩 | 1430   | 1431   | Phra Chiang Sa    | 孔坎（Khon Kham）             |
| 披耶巴   | 1431   | 1432   | Phraya Pak        | 北會朗侯清登薩（Kham Ten Sa） |
| 披耶悶   | 1432   | 1433   | Phra Muen Cai     | 盧猜（Lu Sai）                |
| 披耶凱   | 1433   | 1434   | Phra Khai         | 凱逋班（Khai Bua Ban）        |
| 披耶康吉 | 1435？ | 1438   | Phra Kham Keut    | 刀缆掌；                      |

### 澜沧王國中期（1438年-1590年）
| 君主        | 即位 | 去位 | 英文名          | 備註                                   |
| ----------- | ---- | ---- | --------------- | -------------------------------------- |
| 乍加帕·片漂 | 1438 | 1479 | Chakkaphat      | 刀板餋；刀板雅；招板雅兰掌；刀板雅兰掌 |
| 苏瓦那·班朗 | 1479 | 1485 | Suvanna Banlang | 怕雅赛；招赛                           |
| 拉森泰      | 1485 | 1495 | La Sen Thai     |                                        |
| 孙普        | 1495 | 1500 |                 |                                        |
| 維蘇納拉    | 1500 | 1520 |                 | 招怕雅揽章                             |
| 波迪萨拉    | 1520 | 1548 |                 | 招揽章；怕雅；乍斗                     |
| 赛塔提拉    | 1550 | 1572 |                 | 帕兵招                                 |
| 森苏林塔    | 1572 | 1574 |                 |                                        |
| 乌巴哈      | 1574 | 1588 |                 |                                        |
| 空位期      | 1588 | 1589 |                 |                                        |

### 澜沧王國後期（1590年-1696年）
| 君主         | 即位 | 去位 | 外文名           | 備註 |
| ------------ | ---- | ---- | ---------------- | ---- |
| 披諾芒       | 1590 | 1596 | Phra Noh Muang   |      |
| 披旺薩       | 1596 | 1621 | Phra Vongsa      |      |
| 烏巴瑜       | 1621 | 1622 | Upayu            |      |
| 披耶摩訶那瑪 | 1622 | 1627 | Phraya Maha Nama |      |
| 披蒙胶       | 1627 | ？   | Phra Mom Keo     |      |
| 昭敦坎       | ？   | 1633 | Chao Ton Kham    |      |
| 陶维亞扎     | 1633 | 1638 | Thao Viraja      |      |
| 蘇里亞旺薩   | 1638 | 1695 | Suriyovongsa     |      |
| 披耶禛       | 1695 | 1695 | Phraya Chan      |      |
| 南達亞扎     | 1695 | 1696 | Nandaraja        |      |

### 引用
1. ↑  《大越史记全书·黎皇朝纪·圣宗淳皇帝下》，东京大学东洋文化研究所，710页。
2. ↑  《明史·列传·土司·云南三》，清 张廷玉等修，卷二百三。
3. ↑  《大越史记全书·黎皇朝纪·太宗文皇帝》“三月，以御前中军鉄突黎等为哀牢缚逻、郑窗、阳忙上下等处防御使，知军民事，黎添为南马州蚕上下二州及阑和县防御使，知军民事。时哀牢各忙外，言归国而反复不定，故朝廷因各置官以管监之。”
4. ↑  《大明太宗文皇帝实录·卷之十二》洪武三十五年九月
5. ↑  《大明太宗文皇帝实录·卷四十四》永乐三年秋七月
6. ↑  《大明宣宗章皇帝实录·卷之四十一》宣德三年夏四月
7. ↑  《大越史记全书·黎纪·卷十一》紹平元年八月
8. ↑  《大越史记全书·黎纪·太宗文皇帝》绍平元年十二月八日
9. ↑  《大越史记全书·黎皇朝纪·太宗文皇帝》绍平二年二月四日
10. ↑  《大明英宗睿皇帝实录·卷之二十五》正统元年十二月
11. ↑  《大明宣宗章皇帝实录·卷之一百十》宣德九年夏四月
12. ↑  《大明英宗睿皇帝实录·卷之一百五十七》正统十二年八月
13. ↑  《大明英宗睿皇帝实录·废帝郕戾王附录·卷二百五十四》景泰六年六月
14. ↑  《大明英宗睿皇帝实录·卷之三百三十一》天顺五年八月
15. 1 2  《大明宪宗纯皇帝实录·卷之二百十六》成化十七年六月
16. ↑  《明宪宗纯皇帝实录·卷之二百二十七》成化十八年五月
17. ↑  《大明武宗毅皇帝实录·卷之一百六》正德八年十一月
18. ↑  《大明世宗肃皇帝实录·卷之一百十一》
19. ↑  《明世宗肃皇帝实录·卷之二百五》
20. ↑  《大明世宗肃皇帝实录·卷之四百九十二》嘉靖四十年正月